# Bryan Talbot
Bryan Talbot (Wigan, 24 febbraio 1952) è un fumettista britannico.

## Biografia
Ha esordito come fumettista nella scena underground alla fine degli anni 60 del XX secolo. Le sue prime opere furono pubblicate in Mallorn, una pubblicazione per fan di Tolkien, dal 1972 è stato pubblicato su giornali studenteschi.
Nel 1978 Talbot iniziò a lavorare sulla serie
The Adventures of Luther Arkwright pubblicata su Near Myths da Valkyrie Press. Dagli anni 80 del XX secolo lavora per 2000 AD realizzando illustrazioni per Nemesis the Warlock e occasionalmente per Giudice Dredd. Negli anni novanta si espande raggiungendo il mercato statunitense pubblicando per DC Comics: Hellblazer, Legends of the Dark Knight e Dead Boy Dectives.
Nell'aprile del 2024 è stata annunciata la sua inclusione nella Will Eisner Comic Hall of Fame.
È sposato con la fumettista e saggista Mary M. Talbot.

## Contributi
- 2000 AD (1982-2001) : Nemesis the Warlock, Giudice Dredd
- The Tale of One Bad Rat (Dark Horse Comics) (1994-1995)
- Cherubs! (con Mark Stafford Desperado Publishing) (2007)